# Викингстад
Викингстад (на шведски: Vikingstad) е град в югоизточна Швеция, лен Йостерйотланд, община Линшьопинг. Намира се на около 230 km на югозапад от столицата Стокхолм и на 10 km на югозапад от Линшьопинг. Има жп гара. Населението на града е 2388 жители, по приблизителна оценка от декември 2017 г.